# Onthophagus bicornis
Onthophagus bicornis är en skalbaggsart som beskrevs av Macleay 1888. Onthophagus bicornis ingår i släktet Onthophagus och familjen bladhorningar. Inga underarter finns listade i Catalogue of Life.